# Ibrahim Pascha

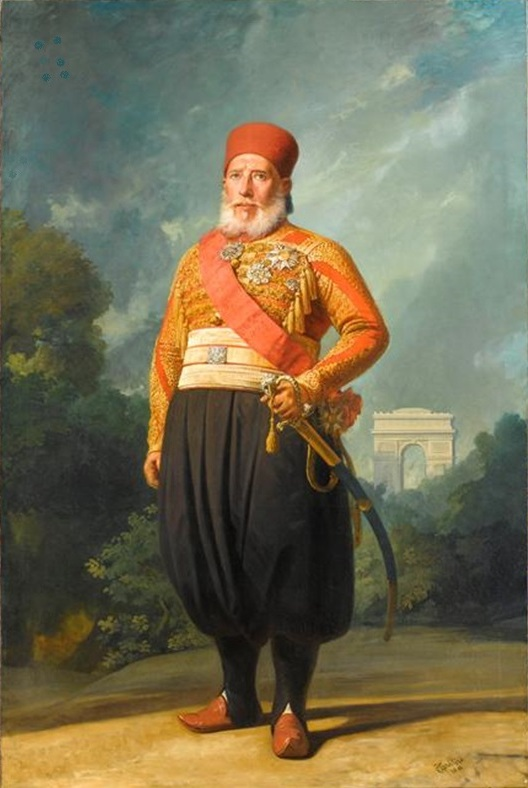
Porträt Ibrahim Paschas von Charles-Philippe Larivière

Ibrahim Pascha al Wali (arabisch إبراهيم باشا) (* 1789 in Nusretli, Osmanisches Reich; † 10. November 1848 in Kairo) kämpfte als osmanisch-ägyptischer General im Osmanisch-saudischen Krieg, in der Griechischen Revolution, eroberte Syrien und war daraufhin bis 1841 Wali (Gouverneur) der osmanischen Provinzen in der Levante (Akkon, Damaskus, Tripolis und Aleppo). Als sein Vater Muhammad Ali 1848 zunehmend in geistige Umnachtung verfiel, war er für kurze Zeit erblicher Wali der osmanischen Provinz Ägypten. Er starb am 10. November 1848 noch vor seinem Vater.

## Leben

### Kampf gegen die Mamluken und Wahhabiten
Ibrahim wurde als ältester Sohn von Muhammad Ali und Emine in Nusretli (dem heutigen Dorf Nikiforos im Regionalbezirk Drama) geboren. Mitte des 19. Jahrhunderts, inmitten der Nachfolgestreitigkeiten innerhalb der Dynastie um die Herrschaft Ägyptens, tauchte die (bisher unbelegte) Behauptung auf, Ibrahim sei nicht leiblicher, sondern adoptierter Sohn Muhammad Alis und entstamme der vorherigen Ehe Amines. Ibrahim verbrachte seine Kindheit und Jugend in Kavala. Nachdem Muhammad Ali sich im auf der französischen Besetzung folgenden Machtkampf gegen die Mameluken und gegen die osmanische Zentralregierung behaupten konnte und am 9. Juli 1805 zum osmanischen Gouverneur ernannt wurde, ließ er seine Frau und Kinder, darunter Ibrahim, nach Kairo kommen. Ibrahim ernannte er sogleich zum Festungskommandanten der Zitadelle von Kairo. 1806 verpflichtete sich Muhammad Ali ein Tribut in mehreren Raten an die osmanische Regierung zu zahlen als Gegenleistung für Gewährung weiterhin im Amt bleiben zu dürfen (ursprünglich war seine Absetzung beabsichtigt). Als Pfand schickte er Ibrahim nach Konstantinopel, kehrte noch vor Begleichung der Schuld nach einem Jahr zurück und wurde Defterdar. Als Kommandeur beteiligte er sich am Feldzug gegen die Mamelucken. Nachdem die Mamelucken 1810 in Oberägypten besiegt waren, wurde er 1812 zum Gouverneur von Unterägypten ernannt und vertrieb dort die Mamelucken, die in den Sudan flüchteten. Als Defterdar war er verantwortlich für die Enteignung und Vermessung aller privaten Landbesitztümer (1811 in Oberägypten, 1814 in Unterägypten).
Als Muhammad Ali 1811 im Auftrag des osmanischen Sultans in den Krieg gegen die Wahhabiten zog, wurde Ibrahim als Befehlshabender in Oberägypten zurückgelassen. Er setzte die Vertreibung der Mamluken fort. 1816 folgte er seinem Bruder Tusun als Befehlshaber der ägyptischen Streitkräfte in Arabien nach. Muhammad Ali hatte bereits begonnen, europäische Disziplin in die Armee einzuführen, und Ibrahim hatte wahrscheinlich eine entsprechende Ausbildung erhalten, aber seine ersten Feldzüge führte er mehr im alten asiatischen Stil als seine späteren Operationen. Der Feldzug in Arabien dauerte zwei Jahre und endete in der Vernichtung der Wahhabiten als politischer Macht.

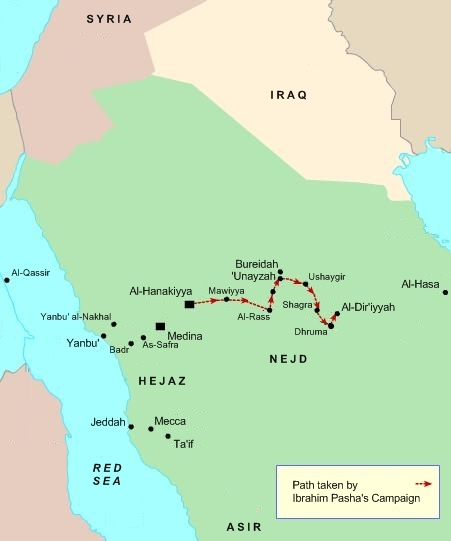
Der Feldzug Ibrahims gegen die Wahhabiten

Ibrahim landete am 30. September 1816 in Yanbu, dem Hafen von Medina. Im März 1818 erreichte Ibrahim Dirʿiyya, die Keimzelle des Wahabismus. Er erzwang nach sehr heftigen Kämpfen und sechs Monate dauernder Belagerung mit schwerer Artillerie im September die Kapitulation der Stadt. Damit konnte er den Wahhabiten-Führer Abdallah I. ibn Saud zur Aufgabe zwingen. Am 11. Dezember 1819 zog er triumphal in Kairo ein.

### Die Griechische Revolution
Nach seiner Rückkehr unterstützte er den französischen Oberst Sève (Süleyman Pascha), der beauftragt worden war, die Armee nach dem europäischen Modell zu drillen. Ibrahim setzte ein Beispiel, indem er sich als Rekrut selbst dem Drill unterwarf. 1821 wurde er von seinem Vater beauftragt, am Feldzug seines Bruders Ismael zur Eroberung Sudans teilzunehmen. Ibrahim brach im Januar 1821 von Kairo auf und vereinigte sich mit seinem Bruder am 22. Oktober in Sennar. 1822 musste er, krankheitsbedingt, nach Kairo zurückkehren. Als 1824 Muhammad Ali vom Sultan zum Wali von Morea ernannt worden war, um gegen die aufständischen Griechen zu helfen, schickte er Ibrahim mit einem Flottengeschwader und einer Armee von 17.000 Mann. Die Expedition stach im Juli 1824 in See, war aber monatelang nicht zu mehr als einem stetigen „Kommen-und-Gehen“ in der Lage. Die Angst vor den griechischen Brandern hielt seine Fahrt zum Peloponnes (damals: Morea) auf. Als seine griechischen Matrosen wegen ausstehender Lohnzahlungen meuterten, landete er am 26. Februar 1825 in Modon. Ibrahims Operationen waren energisch und grausam. Er besiegte die Griechen mühelos im offenen Feld, und obwohl die Belagerung Messolongis seinen eigenen und den türkischen Truppen schwere Verluste brachte, führte er sie am 24. April 1826 zu einem erfolgreichen Ende. Die griechische Guerilla jedoch plagte seine Armee, und als Vergeltung verwüstete er das Land und schickte Tausende von Einwohnern in die Sklaverei nach Ägypten. Diese Repressionsmaßnahmen erregten große Empörung in Europa und führten erst zur Intervention der englischen, französischen und russischen Geschwader (siehe Schlacht von Navarino), dann zur Landung einer französischen Expeditionstruppe, der Morea-Expedition. Er kämpfte auf der Peloponnes, bis er am 1. Oktober 1828 von den westlichen Mächten zur Kapitulation gezwungen wurde und verließ gemäß den Kapitulationsbedingungen das Land. Englische Offiziere, die ihn bei Navarino sahen, beschrieben ihn als klein, dick und von Pocken entstellt, aber  seine Fettleibigkeit hätte seine Aktivitäten auf dem Schlachtfeld nicht vermindert.

### Die Eroberung Syriens

Ibrahim Pascha, Lithographie von Gabriel Decker

Nachdem 1831 die Auseinandersetzung seines Vaters mit der Pforte offenkundig geworden war, wurde Ibrahim beauftragt, Syrien und Palästina zu erobern. Er führte seine Aufgabe mit bemerkenswerter Energie durch. Er nahm am 27. Mai 1832 nach schwerer Belagerung Akko ein, wo er dann für die vielen Verwundeten in der Zitadelle ein Lazarett einrichtete. Er besetzte am 18. Juni Damaskus, besiegte am 8. Juli die türkische Armee bei Homs und am 29. Juli eine weitere bei Beilan. Nach diesen Siegen fiel Ibrahim Pascha in Anatolien ein und stieß Richtung Istanbul vor. Am 21. Dezember schlug er den Großwesir vernichtend bei Konya. Zweifellos waren Colonel Sève und die europäischen Offiziere in der Armee eine Hilfe, aber seine Gelehrigkeit gegenüber ihren Ratschlägen und seine persönliche Kühnheit und Energie stehen vorteilhaft gegen die Trägheit, Ignoranz und Eitelkeit der ihm gegenüberstehenden türkischen Generäle. Er kann für sich selbst diplomatisches Urteilsvermögen und Feingefühl dafür beanspruchen, die Unterstützung der Bevölkerung sichergestellt und Vorteil aus ihren Rivalitäten gezogen zu haben. Am 8. April 1833 wurde der Frieden von Kütahya geschlossen und Muhammad Alis Herrschaft über Syrien vorerst anerkannt. Nach dem Feldzug von 1832/33 blieb Ibrahim als Wali in Syrien. Seine Regierung wurde wesentlich durch die Steuern beeinträchtigt, die er für seinen Vater eintreiben musste, so dass Rebellionen ausbrachen.

### Wali von Syrien und Palästina
Als Wali in Syrien und Palästina führte er Reformen im Sinne der französischen Revolution durch; durch die Installierung säkularer Gerichtshöfe brach er erstmals im Islam mit der unbeschränkten Gültigkeit der Scharia; jetzt konnten auch Christen und Juden z. B. in Jerusalem in den Gemeinderat gewählt werden. Als die religiösen Institutionen im Islam zur Revolte aufriefen, ließ er diese mit ägyptischen Truppen niederschlagen. Erstmals durften jetzt im Islam Christen Waffen tragen. Im Libanon wurde die Reformpolitik vom Amir Bashir II. al-Shehabi unterstützt, der 1840 mit Hilfe der Engländer vertrieben wurde. Bemerkenswert ist, dass er erstmals im Islam das Prinzip der Gleichheit von Muslimen und Christen durchsetzte.
1838 fühlte sich die Pforte stark genug, den Kampf wiederaufzunehmen. Ibrahim errang am 24. Juni 1839 seinen letzten Sieg für seinen Vater bei Nizip. Aber Großbritannien und Österreich intervenierten, um die Integrität des Osmanischen Reichs zu bewahren. Ihre Geschwader unterbrachen seine Kommunikation über See mit Ägypten, eine allgemeine Revolte isolierte ihn in Syrien, und er war schließlich gezwungen, im Februar 1841 das Land zu räumen. Ibrahim verbrachte den Rest seines Lebens in Frieden, aber seine Gesundheit war ruiniert. 1846 stattete er Westeuropa einen Besuch ab und wurde dort mit Respekt und großer Neugier empfangen.
Als sein Vater 1848 geistesschwach wurde, reiste Ibrahim im August 1848 nach Konstantinopel, um durch Sultan Abdülmecid I. zum Wali ernannt zu werden. Da er allerdings vor seinem Vater starb, folgte diesem sein Neffe Abbas nach.

## Nachkommen (Auswahl)
- Ahmad Rifat (8. Dezember 1825 – 15. Mai 1858)
- Ismail (31. Dezember 1830 – 2. März 1895)
- Mustafa Bahgat 'Ali Fazil (22. Februar 1830 – 11. November 1875)

## Ehrungen
- 1950 wurde in Kairo die „Ibrahim-Pascha-Universität“ gegründet (heute: Ain-Schams-Universität)